# Marquis de Latour-Maubourg
Pour les articles homonymes, voir La Tour-Maubourg, Latour, De La Tour et Maubourg.
Le titre de marquis de La Tour-Maubourg fut accordé en 1817 à Victor de Faÿ de La Tour-Maubourg (1768-1850), pair de France (1814) ambassadeur à Londres, puis ministre de la Guerre (1819 à 1821). Il s'éteignit en 1850 avec le premier bénéficiaire, décédé sans postérité, mais fut repris comme titre de courtoisie par un de ses cousin décédé dernier de sa famille en 1891.
Ce titre de courtoisie était auparavant porté dès le XVIIIe siècle dans la famille de Fay de la Tour-Maubourg.

## Historique
Au XVIe siècle, les terres de Maubourg (Saint-Maurice-de-Lignon) et de La Tour (Sainte-Sigolène) appartenaient Jacques Malet qui portait le titre de baron de la Tour-Maubourg.
Sa fille unique et héritière Marguerite Malet, épousa en 1527 Christophe de Fay (de Faÿ), seigneur de Saint-Quentin et de l'Herm à qui elle apporta ces terres. Celui-ci s'engagea par contrat de mariage à porter le nom et les armes de la Tour-Maubourg et prit le titre de baron de la Tour-Maubourg.
La famille de Fay de la Tour-Maubourg porta alors jusqu'au XIXe siècle, les titres de courtoisie de « baron, comte et marquis de la Tour-Maubourg »,.
En 1817, Victor de Faÿ de La Tour-Maubourg, général de division, pair de France en 1814, ambassadeur à Londres, puis ministre de la Guerre (1819 à 1821) et gouverneur de l'hôtel des Invalides (baron de l'Empire par lettres patentes de mai 1808 et comte par lettres du 22 mars 1814), reçut le titre héréditaire de marquis par ordonnance royale de Louis XVIII du 31 août 1817, confirmée, sur promesse d'institution de majorat, par lettres patentes du 20 décembre 1817. Le titre s'éteignit avec lui car Il mourut sans postérité,.
Son cousin Alfred de Fay de la Tour-Maubourg (1834-1891) dit  « le marquis de la Tour-Maubourg », mort en 1891 sans avoir été marié fut le dernier représentant mâle de sa famille,.
Sa demi-sœur Gabrielle de Fay de la Tour-Maubourg (née en 1839) épousa le baron Gustave de Mandell d'Ecosse.  Un de leurs enfants Fernand de Mandell d'Ecosse, décédé en 1900 sans laisser de postérité masculine, fut autorisé, par décret du 14 décembre 1891, à joindre à son nom celui de La Tour Maubourg et fut connu sous le titre de « marquis de la Tour-Maubourg »,.

Armes de la famille de Faÿ de la Tour-Maubourg